# Hiroshi Isoyama
Hiroshi Isoyama (磯山博; Iwama 14. siječnja 1937.), japanski majstor borilačkih vještina. Izravni je učenik Moriheija Ueshibe. Nositelj je 8. Dana u aikidu.

## Životopis
Hiroshi Isoyama je rođen 1937. godine u Iwami. Počeo je vježbati aikido u Iwama Dojo-u u dobi od 12 godina kao izravni učenik 
Moriheija Ueshibe u lipnju 1949. godine.  Trenutno je 8. Dan u Aikikaiju i tehnički je savjetnik te organizacije. Isoyama je bio postavljen za vršitelja dužnosti upravitelja Iwama Dojo-a u ime doshu-a Moriteru Ueshibe nakon smrti Morihira Saita. Trenutno je izvršni savjetnik i viši instruktor tog dojo-a.
Tijekom duge karijere u borilačkim vještinama bio je šef obrambene taktike Japanslke akademije samoobrane, a također je upućivao američku vojsku u taktiku samoobrane. Pridružio se zračnim snagama samoobrane 1958. i poslan u Chitose. Njegovi prvi studenti bili su pripadnici američke vojne policije, a na kraju su bili i pripadnici snaga njegove zemlje.
Zajedno s Hiroshijem Tadom, Isoyama je osnovao odbor za izgradnju velikog kipa osnivača aikida u predjelima Aiki svetišta, koji je otkriven 8. studenog 2009. godine. Financiranje se uglavnom dobivalo putem poziva za donacije i višak materijala s ovog spomenika upotrijebljen je za izradu biste osnivača koja je otkrivena na novoizgrađenoj postaji Iwama 24. srpnja 2012. godine. Isoyama je također poznat kao jedan od glavnih učitelja borilačkih vještina američkog glumac Stevena Seagala.
Hiroshi Isoyama je također dugi niz godina služio kao viši član Vijeća Međunarodne aikido federacije (IAF), na čiju dužnost ga je imenovao predsjednik IAF-a. Posebno je odgovoran za uvođenje demonstracija na kraju svakog kongresa.

## Vanjske povezice
- Hiroshi Isoyama  Arhivirana inačica izvorne stranice od 23. listopada 2020. (Wayback Machine)